# Renato Carpentieri
Renato Carpentieri (Savignano Irpino, 2 aprile 1943) è un attore e regista teatrale italiano.

## Biografia
Nato a Savignano Irpino, in provincia di Avellino, cresce però tra Napoli, dove poi si formerà artisticamente, e Calvi Risorta (in provincia di Caserta). Dopo aver concluso la maturità scientifica, si iscrive alla facoltà di Architettura. Dal 1965 al 1974 svolge a Napoli attività di organizzazione e promozione culturale, teatrale e cinematografica, col Gruppo Nuova Cultura e come Incaricato Cultura della Giunta O.R.U.N., partecipando ai convegni nazionali di Prato, Parma e Perugia e a un seminario con il Living Theatre; produce film 8 mm, ricerche teatrali e collabora a riviste di poesia (Uomini e Idee, Continuum). Ha trascorso parte della sua vita nella cittadina di Calvi Risorta, paese della provincia di Caserta a cui è rimasto molto legato.
Dal 1968 al 1974 è promotore di ricerche sull’espressione artistica popolare, in due direzioni prevalenti: studio e ricerca della produzione contadina e operaia, e studi sul teatro agit-prop; sulla base di queste ricerche mette in scena una decina di piccoli spettacoli e intensifica l’attività di organizzazione culturale. Collabora a giornali e riviste della Nuova Sinistra. Collabora nel frattempo anche a studi di architettura e design.

### Teatro
Si dedica a tempo pieno al teatro dal 1975, anno in cui è socio fondatore, insieme con Roberto Ferrante, Massimo Lanzetta, Lello Serao, Ottavio Costa, Antonio Fiore, Amedeo Forte, Paolo Stravato, del Teatro dei Mutamenti, di cui fa parte fino al 1980. Per il primo spettacolo messo in scena dal Teatro dei Mutamenti, L'eccezione e la regola di B. Brecht, regia di Roberto Ferrante, Centro W. Reich, Napoli, 1976, disegna la scenografia e i costumi. Debutta come attore nel 1976 in Serata futurista con la regia di Ferrante.
Il primo spettacolo da lui scritto, diretto e interpretato è Maestri cercando tratto dal racconto di Elio Vittorini Le schiavitù dell'uomo (1977), per il quale invita come attore, per la parte di Gubbio, Antonio Neiwiller, conosciuto e apprezzato nella rassegna Situazione teatro, che entrerà poi a far parte della cooperativa e curerà la regia di BerlinDada (1978). Per tutti gli anni settanta si distinguerà in allestimenti e drammaturgie come: Il nipote di Rameau (1978), Kabarett (1979), Le petit abbé napolitain, ovvero Storie di Ferdinando Galiani (1981), Negli spazi oltre la luna - Stramberie di Gustavo Modena (1983). 
Socio fondatore della Società Napoletana di Poesia e dell’Associazione Eutopia di Ferrara, una volta uscito dal Teatro dei Mutamenti continuerà a lavorare con altri registi e altre compagnie, portando in scena Zeitnot (1984) a Pontedera, La grande sera (1985), Comedians (1986, diretto da Gabriele Salvatores), Morte accidentale di un anarchico (1987, accanto a Dario Fo), Teatrino scientifico - Resurrezione (1989), La nave nel deserto e L'acquisto dell'ottone (entrambi del 1990). Interpreta i due zii nel Riccardo II di Mario Martone (1993), partecipa a Histoire du soldat, e sarà Polonio nell'Amleto diretto da Carlo Cecchi (1998).
Nel 1995 diviene direttore artistico dello storico gruppo di sperimentalismo teatrale Libera Scena Ensemble, compagnia con la quale offre i testi della drammaturgia in una versione fruibile alla maggior parte del pubblico, dando così vita a una serie di laboratori e rappresentazioni: Il giardino del teatro, La nascita del teatro (1996 - 1997), Sale di museo (1996 - 1998), Jacques e il suo padrone (1996), Medea (1996). Nello stesso anno e nel seguente fu chiamato da Aldo Vella, allora sindaco di San Giorgio a Cremano, a dirigere due laboratori teatrali: Il giardino del teatro e Il teatro del fuoco. Ha partecipato ai Festivals di Santarcangelo, Ville Vesuviane, Polverigi, Palermo, Arezzo, Benevento, Caserta-Settembre al Borgo Napoli-Poesia, Biennale di Venezia, Avignone, Parma, Bruxelles.
Nel 1998 inventa e cura la direzione artistica di Museum per 13 anni, una manifestazione teatrale che si svolge ogni anno alla Certosa di San Martino, a Napoli. Si mettono in scena drammaturgie tratte da romanzi, saggi, racconti. Nel 2007 è Falstaff con la regia di Mario Martone al Teatro San Ferdinando di Napoli. Nel 2011 è tra i protagonisti di Operette morali di Leopardi, con la regia di Mario Martone. Nel 2014 interpreta il professore nello spettacolo Jucature, con la regia di Enrico Janniello, dal quale nel 2015 verrà tratto il film TV I giocatori. Nel 2017 dirige e interpreta lo spettacolo L'intervista di Alberto Moravia. Nel 2019 interpreta Prospero ne La tempesta di William Shakespeare.
Nel 2025 è co-protagonista in Sarabanda di Ingmar Bergman per la regia di Roberto Andò.

### Cinema
Debutta sul grande schermo diretto da Gianni Amelio nella trasposizione cinematografica di un romanzo di Leonardo Sciascia: Porte aperte (1990), all'interno di un cast che annoverava anche Gian Maria Volonté ed Ennio Fantastichini. Il personaggio di Consolo gli vale il Premio Sacher (1990). Dopo L'attesa (1991), è accanto a Nanni Moretti ne Il portaborse (1991), seguito da Nessuno (1992) e Morte di un matematico napoletano (1992), debutto alla regia cinematografica di Mario Martone.
Nel 1992 Amelio lo rivorrà in un suo film, Il ladro di bambini, poi sarà la volta del regista Salvatores, che lo inserirà in Puerto Escondido (1992), storia di un uomo in fuga dopo essere stato testimone di due omicidi, dove, per la sua indiscutibile bravura nel disegnare il personaggio del commissario Viola, sarà premiato con il Nastro d'argento come miglior attore non protagonista. Nel 1993 recita per i fratelli Taviani in Fiorile e poi torna a Salvatores con Sud (1993). Lo stesso anno, ritrova Nanni Moretti in veste di attore/regista in Caro diario (1993).
Recita anche in pellicole come: Il giudice ragazzino (1994), Nemici d'infanzia (1995), Il verificatore (1995), Il figlio di Bakunin (1997), Cinque giorni di tempesta (1997) e Artemisia - Passione estrema (1997). Amico e collaboratore di Mario Martone che lo ha diretto (oltre che sul palcoscenico) anche nel cinema con I vesuviani (1997) e Teatro di guerra (1998), prosegue la sua carriera con La voce del sangue (1999), Il manoscritto di Van Hecken (1999), il comico Asini (1999), I fetentoni (1999), La vita altrui (2000), il film tv Piccolo mondo antico (2001), Il consiglio d'Egitto (2002), La vita degli altri (2002) e la miniserie gialla Don Matteo (2002), dove per 16 puntate ha vestito i panni del Vescovo.
Nel 2004, dopo Tre giorni di anarchia, recita per la serie poliziesca La squadra (2005 - 2007), cui seguono le pellicole Il dolce e l'amaro e Ossidiana (2007). Nel 2011 torna sul grande schermo con il film Corpo celeste, diretto da Alice Rohrwacher, e con La scoperta dell'alba di Susanna Nicchiarelli. Nel 2016 è uno dei quattro naufraghi all'Asinara ne La stoffa dei sogni di Gianfranco Cabiddu, e l'avv. Gerardo Spira nel film per la televisione Il sindaco pescatore di Maurizio Zaccaro, incentrato sulla vita del sindaco di Pollica Angelo Vassallo, vittima di un attentato il 5 settembre 2010.
Carpentieri ha lavorato in serie TV e al cinema: interprete di numerose pellicole ha vinto nel 1990 un Premio Sacher per Porte aperte di Gianni Amelio e un Nastro d'argento al migliore attore non protagonista nel 1993 per la partecipazione a Puerto Escondido di Gabriele Salvatores. Da ricordare le partecipazioni nell'episodio Isole in Caro diario di Nanni Moretti, nel segmento Diavolo in bottiglia de I vesuviani di registi vari e in Teatro di guerra di Mario Martone, nonché il ruolo del giornalista Amato Lamberti in Fortapàsc di Marco Risi.
In televisione Carpentieri ha recitato inoltre ne La squadra, interpretando il vicequestore Valerio Cafasso in tutte le otto stagioni della fiction. Nell'estate del 2008 è stato protagonista di una serie di spot della trasmissione televisiva Ballarò, in onda su Rai 3.
Nel 2018 vince il David di Donatello per il miglior attore protagonista per il film La tenerezza, mentre nel 2020 affianca Sophia Loren nel film La vita davanti a sé.

## Filmografia

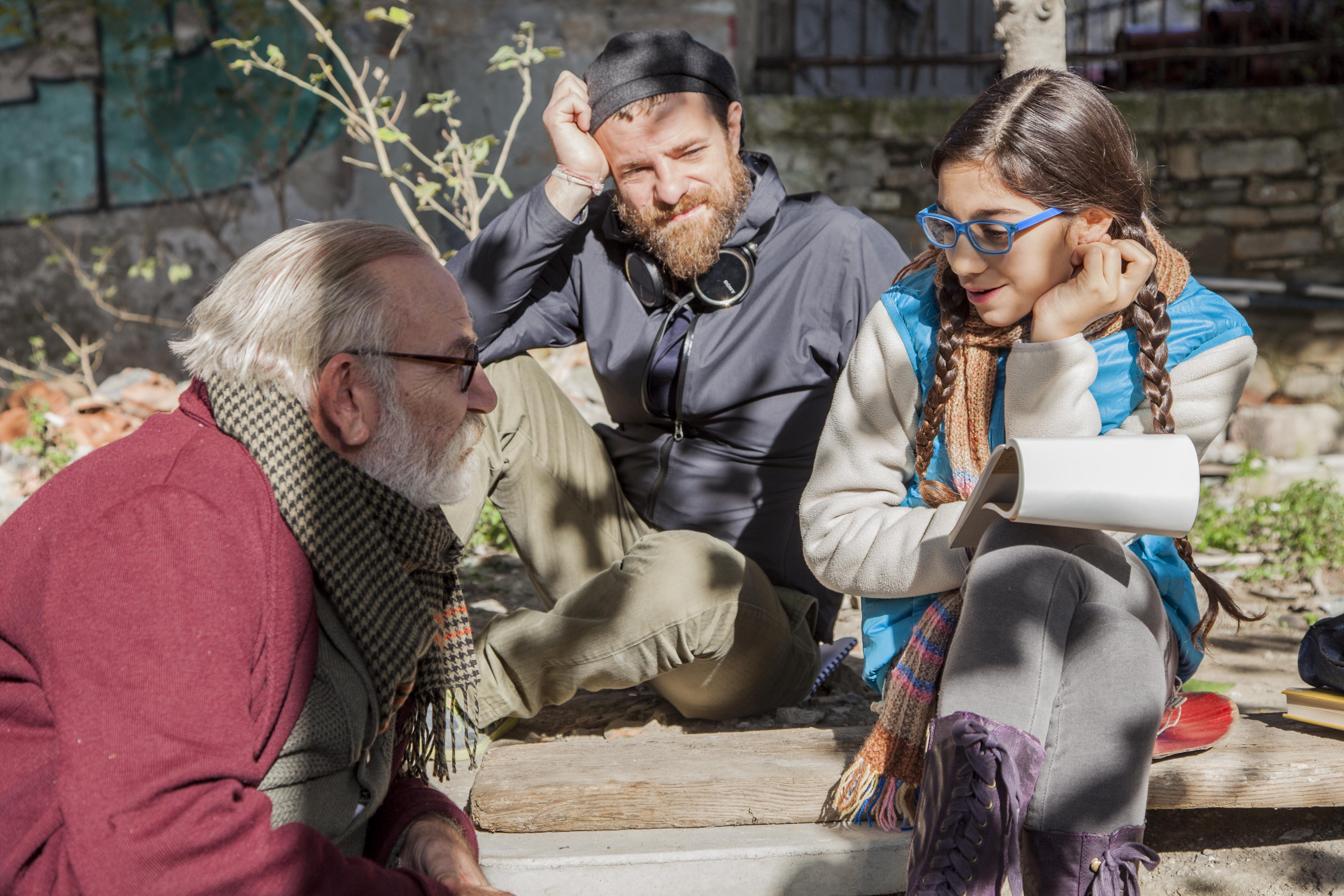
Renato Carpentieri sul set del film Babylon Sisters con il regista Gigi Roccati nel 2016

### Cinema
- Porte aperte, regia di Gianni Amelio (1990)
- Il portaborse, regia di Daniele Luchetti (1991)
- L'attesa, regia di Fabrizio Borelli (1991)
- Il ladro di bambini, regia di Gianni Amelio (1992)
- Puerto Escondido, regia di Gabriele Salvatores (1992)
- Morte di un matematico napoletano, regia di Mario Martone (1992)
- Sud, regia di Gabriele Salvatores (1993)
- Caro diario, regia di Nanni Moretti (1993)
- Fiorile, regia di Paolo e Vittorio Taviani (1993)
- Il giudice ragazzino, regia di Alessandro Di Robilant (1994)
- Vendetta, regia di Mikael Håfström (1995)
- Il verificatore, regia di Stefano Incerti (1995)
- Il figlio di Bakunin, regia di Gianfranco Cabiddu (1997)
- Asini, regia di Antonello Grimaldi (1999)
- La vita altrui, regia di Michele Sordillo (2000)
- Il consiglio d'Egitto, regia di Emidio Greco (2002)
- La vita degli altri, regia di Nicola De Rinaldo (2002)
- Il dolce e l'amaro, regia di Andrea Porporati (2007)
- Ossidiana, regia di Silvana Maja (2007)
- Fortapàsc, regia di Marco Risi (2009)
- Noi credevamo, regia di Mario Martone (2010)
- Il gioiellino, regia di Andrea Molaioli (2011)
- Corpo celeste, regia di Alice Rohrwacher (2011)
- La scoperta dell'alba, regia di Susanna Nicchiarelli (2013)
- Il giovane favoloso, regia di Mario Martone (2014)
- L'indomptée, regia di Caroline Deruas Garrel (2016)
- La stoffa dei sogni, regia di Gianfranco Cabiddu (2016)
- Il sindaco pescatore, regia di Maurizio Zaccaro (2016)
- Babylon Sisters, regia di Gigi Roccati (2017)
- La tenerezza, regia di Gianni Amelio (2017)
- Una storia senza nome, regia di Roberto Andò (2018)
- Ride, regia di Valerio Mastandrea (2018)
- La paranza dei bambini, regia di Claudio Giovannesi (2019)
- Momenti di trascurabile felicità, regia di Daniele Luchetti (2019)
- Passatempo - cortometraggio, regia di Gianni Amelio (2019)
- Hammamet, regia di Gianni Amelio (2020)
- Io sto bene, regia di Donato Rotunno (2020)
- La vita davanti a sé, regia di Edoardo Ponti (2020)
- È stata la mano di Dio, regia di Paolo Sorrentino (2021)
- Santa Lucia, regia di Marco Chiappetta (2021)
- Un mondo in più, regia di Luigi Pane (2021)
- La stranezza, regia di Roberto Andò (2022)
- I peggiori giorni, regia di Massimiliano Bruno ed Edoardo Leo (2023)
- Il sol dell'avvenire, regia di Nanni Moretti (2023) – cameo
- L’isola degli idealisti, regia di Elisabetta Sgarbi (2024)
- Mani nude, regia di Mauro Mancini (2024)

### Televisione
- Il fascino dell'insolito – serie TV, episodio 3x01 (1982)
- A che punto è la notte, regia di Nanni Loy – miniserie TV (1994)
- La casa bruciata, regia di Massimo Spano – film TV (1997)
- Piccolo mondo antico, regia di Cinzia TH Torrini – miniserie TV (2001)
- Don Matteo – serie TV, 16 episodi (2002)
- Stiamo bene insieme, regia di Vittorio Sindoni – serie TV (2002)
- La squadra – serie TV, episodi 6x03-8x06-8x17 (2005-2007)
- La figlia di Elisa - Ritorno a Rivombrosa – serie TV (2007)
- Caruso, la voce dell'amore, regia di Stefano Reali – miniserie TV (2012)
- Le mani dentro la città – serie TV, episodio 1x01 (2014)
- I giocatori, regia di Enrico Ianniello – film TV (2015)
- Solo – serie TV, 8 episodi (2016)
- La luce nella masseria, regia di Tiziana Aristarco e Riccardo Donna – film TV (2024)

## Doppiaggio
- Luciano Cometa in L'arte della felicità
- Commissario in Gatta Cenerentola

## Prosa televisiva Rai
- Molto rumore per nulla di William Shakespeare, regia di Gigi D'Aglio, trasmessa il 31 dicembre 1995.
- Piazza degli eroi di Thomas Bernhard, regia di Roberto Andò (2020)

## Riconoscimenti
David di Donatello
1993 – Candidatura come miglior attore non protagonista per Fiorile
2018 – Miglior attore protagonista per La tenerezza
Nastro d'argento
1993 – Miglior attore non protagonista per Puerto Escondido
1995 – Candidatura come miglior attore non protagonista per Il giudice ragazzino
2017 – Miglior attore protagonista per La tenerezza
Ciak d'oro
1993 – Candidatura a miglior attore non protagonista per Puerto Escondido
1994 – Candidatura a miglior attore non protagonista per Sud
2017 – Miglior attore protagonista per La tenerezza
2019 – Candidatura a miglior attore non protagonista per Momenti di trascurabile felicità, La paranza dei bambini e Ride
Globo d'oro
2017 – Miglior attore per La tenerezza
Premio Olmo 2010 per il Cinema e TV (VII Edizione) – Premio alla carriera
Premio Flaiano sezione teatro 2017 – Premio alla carriera